# Åke Jönsson
Åke Jönsson (ur. 30 listopada 1924 w Helsingborgu, zm. 30 listopada 1997 tamże) – szwedzki piłkarz grający na pozycji pomocnika. W swojej karierze rozegrał 11 meczów i strzelił 1 gola w reprezentacji Szwecji.

## Kariera klubowa
Swoją karierę piłkarską Jönsson spędził w klubie Helsingborgs IF. Zadebiutował w nim w 1943 roku i grał w nim do 1958 roku. W sezonach 1948/1949 i 1953/1954 wywalczył z nim dwa wicemistrzostwa Szwecji.

## Kariera reprezentacyjna
W reprezentacji Szwecji Jönsson zadebiutował 29 czerwca 1951 roku w przegranym 3:4 towarzyskim meczu z Islandią, rozegranym w Reykjavíku. W debiucie zdobył gola. W 1952 roku zdobył z kadrą Szwecji brązowy medal na igrzyskach olimpijskich w Helsinkach. Od 1951 do 1957 roku rozegrał w kadrze narodowej 11 spotkań i zdobył w nich 1 bramkę.